# Conzano
Conzano är en ort och kommun i provinsen Alessandria i regionen Piemonte i Italien. Kommunen hade 966 invånare (2018).